# Tawda (miasto)
Tawda (ros Тавда) – miasto w Rosji, w obwodzie swierdłowskim, przystań nad rzeką Tawda (dorzecze Obu). Około 40,2 tys. mieszkańców.
W roku 2002 w otoczeniu prezydenta Rosji Władimira Putina pojawiła się informacja o odkryciu nowych miejsc kaźni polskich oficerów. W miejscowości Tawda na Uralu odkryto masowe groby z polskimi uniformami wojskowymi.

## Gospodarka
W mieście rozwinął się przemysł drzewny. W mieście działa stocznia rzeczna.

## Historia
Miejscowość powstała około 1875 w pobliżu ujścia do Tawdy jej dopływu Karatunki. W związku z budową transsyberyjskiej magistrali w 1916 wybudowano stację kolejową. Od tego czasu zaczyna się intensywny proces uprzemysłowienia. Prawa miejskie Tawda otrzymuje 20 lipca 1937.